# Agathodaimon (divinità)

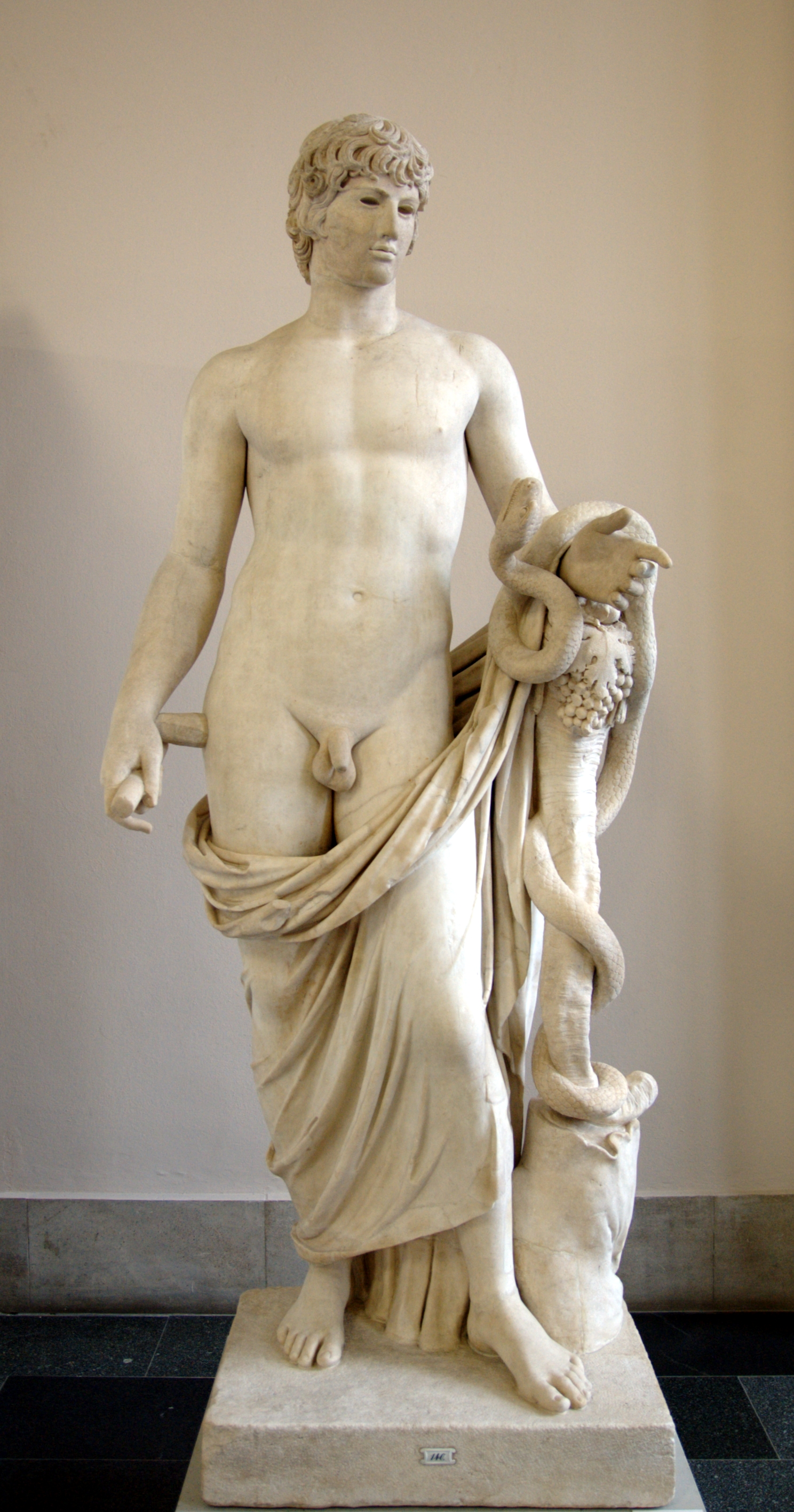
Scultura romana in marmo di Antinoo-Agathodaimon

Agathodaimon (o Agathos Daimon, in greco antico: ἀγαθός δαίμων?, traducibile in "demone buono"), è un demone della mitologia dell'Antica Grecia, dove era considerato una divinità protettrice del grano, dei vigneti e anche delle città. Presente anche nella mitologia romana nella veste di genius loci, è associato anche alla fortuna, alla salute e alla saggezza.

## Nel periodo classico
Nonostante fosse poco prominente nel panorama della mitologia greca (Pausania il Periegeta congetturava che il nome fosse un mero epiteto di Zeus), Agatodemone aveva molto séguito fra la popolazione greca. Era radicato costume consacrare in suo onore ogni simposio e ogni banchetto ufficiale con libagioni di vino non mescolato (ἄκρατος).
Ne La pace di Aristofane, quando la Guerra ebbe intrappolato la dea della Pace Eirene in una buca profonda, Hermes venne ad aiutarla:
(Aristofane, La Pace)
Un tempio a lui dedicato era situato presso la strada che portava da Megalopoli ai monti Menalo, in Arcadia. Gli fu anche dedicato uno degli edifici del culto oracolare di Trofonio a Livadeia, in Beozia.
Agathos Daimon era lo sposo o il compagno di Tyche Agathe (Τύχη Ἀγαθή, Buona Fortuna), figlia di Afrodite:
(Jane Ellen Harrison, Prolegomeni allo studio della religione greca, pagg. 355)
Il suo Numen (presenza spirituale) poteva essere rappresentato simbolicamente nell'arte come un Serpente o, più concretamente, come un giovane uomo che sostiene una cornucopia e una scodella in una mano; e un papavero e una spiga di grano nell'altra.
Col tempo Agatodemone venne a rappresentare semplicemente un generico spirito tutelare di buona fortuna, auspice particolare di una continuativa abbondanza di buon cibo e buon vino nelle famiglie.

## Tarda antichità
Nell'epoca del sincretismo religioso della tarda antichità, Agatodemone passò ad essere identificato con gli spiriti tutelari egiziani di protezione e buona fortuna: una pietra preziosa intagliata con magici emblemi raffigura l'immagine di Serapide con coccodrillo, leone-sole e la mummia di Osiride circondata da un leone con testa di serpente Khnum-Agatodemone-Eone, con Arpocrate sul retro.